# 欽邦
欽邦是緬甸的一個邦，位於該國西北部。以南北向高山谷地為主。面積36,018平方公里，2005年人口538,000人。首府哈卡。下分6縣。基督徒占钦邦人口的多数，佛教徒占少数。欽邦位于缅甸西部若开邦之北的狭长山地，在东经92.15E-97E与北纬18N-27.30N之间，西南靠孟加拉国，西北与印度曼尼普尔邦为邻。欽邦最高的山叫Khawnutum，最大的河流叫格拉丹（Kaladan）河，最大的湖是丽（Rih）湖。
气温:夏季（4-5月）摄氏15-21度，冬季摄氏4-0度。年降雨量80-120英寸(2032-3048毫米)。南部常有孟加拉湾刮来的台风。

## 歷史

### 早期歷史
位於遙遠的丘陵地區，欽山傳統上是自治的，遠離鄰國，如東部的緬甸王國和西部的印度國家。 直到英國在該地區取得進展之前，獨立城邦如 Ciimnuai (Chinwe/Chin Nwe) 後來轉移到北部的 Tedim 和 Vangteh， 中部的 Tlaisun（也記錄為 Tashon）和 Rallang，以及南部的哈卡、坦朗和佐卡瓦（Yokwa）在確保該地區的和平中發揮了重要的政治作用， 各個城邦都行使自己的獨立主權。

### 20世紀
1948年緬甸從英國獨立後，欽山特別區（Chin Hills Special Division）成立，首都設在法拉姆。哈卡後來成為首都。然而，直到1974年1月4日，今天屬於當今欽邦的三個鄉鎮（敏達鎮區、甘貝萊鎮區、和马杜比镇区）以前屬於木各具縣的木各具山區和若開山區的百力瓦鎮區。欽山特別部門獲得邦地位並成為欽邦。
目前，钦邦大部分地区由钦民族阵线于2023年12月6日创建的钦兰邦政权实际控制。

## 行政區劃
- 法蘭縣（ဖလမ်းခရိုင်）
- 哈卡縣（ဟားခါးခရိုင်）
- 敏達縣（မင်းတပ်ခရိုင်）
- 梯顶县（တီးတိန်ခရိုင်）
- 马杜比县（မတူပီခရိုင်）
- 百力瓦县（ပလက်ဝခရိုင်）

## 历任邦长
- 洪艾（2011年3月—2016年3月30日）
- 萨莱连卢伊（2016年3月30日—？）